# فرودگاه بین‌المللی خورخه چاوز
فرودگاه بین‌المللی خورخه چاوز (به انگلیسی: Jorge Chávez International Airport) (به زبان بومی: Aeropuerto Internacional Jorge Chávez) یک فرودگاه همگانی مسافربری با کد یاتا LIM است که یک باند فرود آسفالت دارد و طول باند آن ۳۵۰۷ متر است. این فرودگاه در شهر لیما کشور پرو قرار دارد و در ارتفاع ۳۴ متری از سطح دریا واقع شده‌است.

## شرکت‌های هواپیمایی و مقصدهای پروازی

### مسافری
| شرکت‌های هواپیمایی        | مقصدهای پروازی | Terminal |
| ------------------------ | --- | -------- |
| ارولینیاس آرژانتیناس     | مینیسترو پیستارینی | I        |
| آئرومکزیکو               | مکزیکو سیتی | I        |
| ایر کانادا روژ           | پیرسون تورنتو فصلی: مونترآل-پییر الیوت ترودو (آغاز از ۱۶ دسامبر ۲۰۱۷) | I        |
| ایر اروپا                | مادرید-باراخاس | I        |
| ایر فرانس                | شارل دوگل پاریس | I        |
| امریکن ایرلاینز          | دالاس-فورت ورث، میامی | I        |
| اویانکا                  | ال دورادو | I        |
| اویانکا کاستاریکا        | خوآن سانتاماریا، کومودورو ارتورو مرینو بنیتز | I        |
| اویانکا اکوادور          | خوزه خواکین د اولمدو، ال آلتو، نیو کیتو، ویرو ویرو | I        |
| اویانکا السالوادور       | السالوادور | I        |
| اویانکا پرو              | رودریگز بیون، الیاندرو ولاسکو استیت، کرنل فرانسیسکو سکادا وینیتا، اینکا مانکو کاپاک، کپ. فاپ گویلرمو کانکا ایبریکو، پادره آلدامیز, کپ. فاپ کارلووس مارتینز دا پینیلوس | D        |
| اویانکا پرو              | سیلویو پتیروسی، ال دورادو، مینیسترو پیستارینی، آلفونسو بونییا آراگون، کانکون، کینتانا رو، خوزه مارتی، خوزه ماریا کوردوا، مکزیکو سیتی، میامی، کراسکو، سلگدو فیلهو، پونتا کانا، ریو دوژانیرو گالیائو، السالوادور، سائو پائولو گوارولوس، کومودورو ارتورو مرینو بنیتز | I        |
| اویور ایرلاینز           | ژنرال خوزه آنتونیو آنسوآتگی، آرتورو میچلنا | I        |
| بریتیش ایرویز            | فصلی: گاتویک | I        |
| کوپا ایرلاینز            | توکومن | I        |
| دلتا ایرلاینز            | هارتسفیلد-جکسون آتلانتا | I        |
| ایبریا ایرلاین           | مادرید-باراخاس | I        |
| Interjet                 | مکزیکو سیتی | I        |
| جت‌بلو                    | فورت لادردیل–هالیوود | I        |
| کاال‌ام                   | اسخیپول آمستردام | I        |
| لان آرژانتین             | مینیسترو پیستارینی، گاورنر فرنسیسکو گابریلی | I        |
| تام ایرلاینز             | کومودورو ارتورو مرینو بنیتز، سائو پائولو گوارولوس | I        |
| لان ایرلاینز             | لس‌آنجلس، جان اف کندی، کومودورو ارتورو مرینو بنیتز | I        |
| لان کلمبیا               | ال دورادو | I        |
| لان اکوادور              | خوزه خواکین د اولمدو، نیو کیتو، مینیسترو پیستارینی | I        |
| LATAM Paraguay           | سیلویو پتیروسی | I        |
| لان پرو                  | رودریگز بیون، کورونل آلفردو مندیویل دوارته، میر جنرال فاپ آرماندو رووردو ایگلسیاس, کپ. فاپ جوسه برندزینو کویینونس گونزالس، الیاندرو ولاسکو استیت، کرنل فرانسیسکو سکادا وینیتا، Jaén، فرنسیسکو کرله، اینکا مانکو کاپاک، کپ. فاپ گویلرمو کانکا ایبریکو، اف‌ای‌پی کاپیتان داوید آبنزور رنگیفو، پادره آلدامیز، کرنل کارلوس سیریانی سانتا روسا، کپ. فاپ ویکتور مانز آریاز، گیلرمو دل کاستیلو پاردس، کپ. فاپ کارلووس مارتینز دا پینیلوس، کپ. فاپ پیدروو کنگا رودریگوز                                                                 | D        |
| لان پرو                  | سروو مورنو، بارسلونا-ال پرات، ال دورادو، مینیسترو پیستارینی، کانکون، کینتانا رو, رافائل ناندز، اینگنیرو ارناوتیکو امبرسیو تاراولا، فوز دو ایگواسو، خوزه مارتی، ال آلتو، لس‌آنجلس، مادرید-باراخاس، مکزیکو سیتی، میامی، کراسکو، جان اف کندی، اورلاندو، پونتا کانا، ریو دوژانیرو گالیائو (آغاز از ۳۱ اکتبر ۲۰۱۷)، رسریو – ایسلس ملوینس، مارتین میگول داگومس، خوآن سانتاماریا (آغاز از ۲ ژانویه ۲۰۱۸)، سپهبد بنجامین ماتینزو (آغاز از ۱ سپتامبر ۲۰۱۷), ویرو ویرو، کومودورو ارتورو مرینو بنیتز، سائو پائولو گوارولوس، دالس واشینگتن | I        |
| Latin American Wings     | سیمون بولیوار، توسن لوورتور، پونتا کانا، کومودورو ارتورو مرینو بنیتز | I        |
| LC Perú                  | انداهوایلاس، رودریگز بیون، کورونل آلفردو مندیویل دوارته، میر جنرال فاپ آرماندو رووردو ایگلسیاس، کپ. فاپ جوسه برندزینو کویینونس گونزالس، الیاندرو ولاسکو استیت، آلفرز اف‌ای‌پی دیوید فیگوروا فرناندینی، اف‌ای‌پی کاپیتان داوید آبنزور رنگیفو، کامندنتی فاپ جرمان آریاس گرازیانی، فرنسیسکو کرله، تینگو ماریا، کپ. فاپ کارلووس مارتینز دا پینیلوس | D        |
| Peruvian Airlines        | رودریگز بیون، الیاندرو ولاسکو استیت، کرنل فرانسیسکو سکادا وینیتا، فرنسیسکو کرله، ال آلتو، کپ. فاپ گویلرمو کانکا ایبریکو، اف‌ای‌پی کاپیتان داوید آبنزور رنگیفو، کرنل کارلوس سیریانی سانتا روسا، گیلرمو دل کاستیلو پاردس | D        |
| Plus Ultra Líneas Aéreas | مادرید-باراخاس | I        |
| اسکای ایرلاین            | کومودورو ارتورو مرینو بنیتز | I        |
| Spirit Airlines          | فورت لادردیل–هالیوود | I        |
| Star Perú                | الیاندرو ولاسکو استیت، آلفرز اف‌ای‌پی دیوید فیگوروا فرناندینی، کرنل فرانسیسکو سکادا وینیتا، ایلو، کاپیتان فاپ رنان الیاس الیورا، اف‌ای‌پی کاپیتان داوید آبنزور رنگیفو، پادره آلدامیز، گیلرمو دل کاستیلو پاردس | D        |
| TAME                     | کیتو، گوایاکیول |          |
| یونایتد ایرلاینز         | جرج بوش، لیبرتی نیوآرک | I        |
| Viva Air Peru            | رودریگز بیون، کپ. فاپ جوسه برندزینو کویینونس گونزالس، الیاندرو ولاسکو استیت، کرنل فرانسیسکو سکادا وینیتا، کپ. فاپ گویلرمو کانکا ایبریکو، گیلرمو دل کاستیلو پاردس، کپ. فاپ کارلووس مارتینز دا پینیلوس | D        |
| Viva Colombia            | ال دورادو | I        |

### باری
| شرکت‌های هواپیمایی             | مقصدهای پروازی |
| ----------------------------- | --- |
| LATAM Cargo Brasil            | ویراکوپوس-کامپیناس، میامی |
| اطلس ایر                      | میامی |
| Avianca Cargo                 | ال دورادو، خوزه ماریا کوردوا، میامی |
| Centurion Air Cargo           | میامی |
| Cielos Airlines               | مینیسترو پیستارینی، مکزیکو سیتی، میامی، نیو کیتو |
| KF Cargo                      | میامی |
| فلوریدا وست اینترنشنال ایرویز | میامی |
| کورین ایر                     | ویراکوپوس-کامپیناس، لس‌آنجلس، میامی، اینچئون |
| LATAM Cargo Chile             | میامی |
| LATAM Cargo Colombia          | ریو دوژانیرو گالیائو |
| لوفت‌هانزا کارگو               | فرانکفورت |
| Martinair                     | نیو کیتو |
| LATAM Cargo Mexico            | ویراکوپوس-کامپیناس، مکزیکو سیتی |
| هواپیمایی قطر                 | ویراکوپوس-کامپیناس، حمد |
| Sky Lease Cargo               | اسخیپول آمستردام، ویراکوپوس-کامپیناس، گوآرانی، ال دورادو، مینیسترو پیستارینی، سیمون بولیوار، ادواردو گومز، خوزه ماریا کوردوا، کراسکو، نیو کیتو، ریو دوژانیرو گالیائو، کومودورو ارتورو مرینو بنیتز |
| یونایتد پارسل سرویس           | میامی |